# Roberto Donadoni
Pour les articles homonymes, voir Donadoni.
Roberto "Il Dona" Donadoni, né le 9 septembre 1963 à Cisano Bergamasco, dans la province de Bergame en Lombardie, est un footballeur international italien, devenu entraîneur à l'issue de sa carrière. Il est sélectionneur de l'équipe d'Italie de juillet 2006 au 26 juin 2008 après avoir mené la Squadra Azzurra en quart de finale de l'Euro 2008.
Roberto Donadoni réalise l’essentiel de sa carrière avec le Milan AC. Avec ce club il remporte six titres de champion d’Italie et trois Ligues des champions.

## Biographie

### Le joueur
Roberto Donadoni commence sa carrière en Serie A avec l’Atalanta Bergame en 1984, mais c’est avec le Milan AC qu’il remporte ses nombreux trophées, notamment six titres de champion d’Italie (1987-1988, 1991-1992, 1992-1993, 1993-1994, 1995-1996, 1998-1999), et trois titres en Ligue des champions en 1989, 1990 et 1994, trois supercoupes d’Europe en 1989, 1990 et 1994, deux coupes intercontinentales en 1989 et 1990 ainsi que quatre supercoupes italiennes (1989, 1992, 1993, 1994).
Il joue un total de 390 matches officiels avec le Milan AC, et marque 23 buts avec cette équipe.
En 1996, il s’expatrie aux États-Unis pour aider au lancement du « Soccer » dans ce pays, puis revient brièvement au Milan AC. Il joue ensuite dans le club d'Ittihad Jeddah en Arabie saoudite pour y finir sa carrière.
Donadoni joue 63 fois avec l’équipe d’Italie et marque 5 buts en équipe nationale. Il participe à la coupe du monde 1990, puis la coupe du monde 1994 où l’équipe d’Italie se classe deuxième. En 1991, il inscrit un doublé contre la Hongrie.
Alors qu’il joue aux États-Unis, il rejoint l’équipe d’Italie pour participer au Championnat d'Europe en 1996.

### L'entraîneur
Roberto Donadoni est nommé en juillet 2006 le sélectionneur des Azzurri champions du monde. Il a la (lourde) tâche de succéder à Marcello Lippi.
Pour sa première rencontre en tant que sélectionneur, l'équipe d'Italie s'incline en amical face à la Croatie (0-2), le 16 août à Livourne, en Toscane. Il avait laissé les champions du monde, alors en phase de reprise dans leurs clubs, au repos, à l'exception de Marco Amelia, qui fut de l'aventure en Allemagne, comme troisième gardien (derrière Gianluigi Buffon et Angelo Peruzzi).
Les champions du monde vont ensuite concéder un inquiétant match nul à Naples contre la Lituanie (1-1) dans le cadre des éliminatoires du Championnat d'Europe 2008 qui doit se dérouler en Suisse et en Autriche. Et enfin, il perd contre la France (1-3), équipe que la Nazionale avait vaincu aux tirs au but en finale de Coupe du monde à Berlin le 9 juillet 2006. Heureusement, pour les éliminatoires de l'Euro 2008, la Nazionale  bat ensuite l'Ukraine 2-0 puis 2-1, la Géorgie 3-1 puis 2-0, l'Écosse 2-0 puis 2-1, les Îles Féroé 2-1 puis 3-1 et la Lituanie 2-0. La Nazionale fait également un match nul contre la France à San Siro et termine en tête de son groupe après une héroïque victoire contre l'Écosse dans les arrêts de jeu.
Cependant, l'Euro 2008 est beaucoup moins facile pour les joueurs de Roberto Donadoni. Premièrement la blessure de l'emblématique Fabio Cannavaro et la discorde dans le groupe ont raison de l'Italie qui enregistre pour commencer une lourde défaite face aux Pays-Bas (0-3), puis un modeste match nul contre la Roumanie (1-1) où elle s'est vu refuser un but de la tête de Luca Toni. Avant de finalement s'imposer contre la France (2-0). Néanmoins, l'Italie échoue en quarts de finale face à l'Espagne aux tirs au but 0-0 ap 4 - 2 tab. Cette élimination aboutie au limogeage de Roberto Donadoni de son poste de sélectionneur de l'équipe d'Italie (étant donné que son objectif minimal fixé par la FIGC était les demi-finales). Il est remplacé quelques jours plus tard par celui qui l'a précédé, Marcello Lippi.
Le 9 mars 2009, il succède à Edoardo Reja et devient l'entraîneur d'un Napoli en panne de résultat (aucune victoire pour les 9 dernières journées dont 7 défaites). Pourtant l'équipe affiche un début de saison très favorable. En octobre 2009, par suite de mauvais résultats, il est démis de ses fonctions et remplacé par Walter Mazzarri.
Le 15 novembre 2010, il remplace Pierpaolo Bisoli (it) à la tête de Cagliari. Il débute par deux victoires consécutives. Il terminera la saison avec une noble 14e place, avec 9 points d'avance sur la zone de relégation. Initialement confirmé à son poste pour la saison 2011-2012, il est démis de ses fonctions mi-août pour un désaccord avec le président du club Massimo Cellino (it) à propos du transfert du Hondurien David Suazo, libre et désiré par Donadoni mais rejeté par le président. Donadoni est remplacé par Massimo Ficcadenti.
Le 10 janvier 2012, il est nommé entraineur de l'AC Parma,.
Après trois années au poste d'entraîneur de Bologne et à un an de la fin de son contrat, l'Italien Roberto Donadoni est démis de ses fonctions le 24 mai 2018.

## Palmarès de joueur

### En sélection
Italie
- Finaliste de la Coupe du monde en 1994.
- Troisième de la Coupe du monde en 1990.

 Italie espoirs
- Finaliste du championnat d'Europe espoirs en 1986.

### En club
Atalanta Bergame
- Champion d'Italie de Serie B en 1984.

 AC Milan
- Vainqueur de la Ligue des champions en 1989, 1990 et 1994.
- Vainqueur de la Coupe intercontinentale en 1989 et 1990.
- Vainqueur de la Supercoupe d'Europe en 1989, 1990 et 1994.
- Champion d'Italie en 1988, 1992, 1993, 1994, 1996, 1999.
- Vainqueur de la Supercoupe d'Italie en 1992, 1993 et 1994.

 Ittihad Djeddah
- Champion d'Arabie saoudite en 2000.

## Distinctions personnelles et records
Il est fait Chevalier de l'Ordre du Mérite de la République italienne le 30 septembre 1991
, à l'initiative du Président de la République.